# Mặc cảm thiếu cơ bắp
Mặc cảm thiếu cơ bắp (tiếng Anh: muscle dysmorphia) là một dạng của bệnh mặc cảm ngoại hình liên quan đến việc một người luôn bị ám ảnh rằng cơ thể của mình chưa đủ cơ bắp. Trong tiếng Anh bệnh còn có tên là bigorexia, nó là một đối xứng với bệnh anorexia nervosa (chán ăn tâm thần), nếu như mặc cảm thiếu cơ bắp thường gặp ở nam giới với ám ảnh là mình quá nhỏ thì ngược lại chán ăn tâm thần lại hay gặp ở phụ nữ với ám ảnh là mình quá béo, ngoài ra mặc cảm thiếu cơ bắp còn có một tên khác nữa là phức cảm Adonis (Adonis Complex, theo truyền thuyết Adonis là vị thần có ngoại hình rất đẹp). Người có mặc cảm này này dễ gặp chấn thương do tập luyện quá độ và mắc các bệnh liên quan đến rối loạn ăn uống trong đó chủ yếu là ăn vô độ.

## Đặc điểm
Sự thật thì mặc cảm thiếu cơ bắp lại hay gặp ở những người có cơ thể bình thường, thậm chí cả những người được xếp vào dạng có cơ bắp, đặc biệt căn bệnh có tỷ lệ tương đối cao ở các vận động viên thể thao những người mà thể hình đóng vai trò quan trọng trong sự nghiệp. Nhưng dù trên đối tượng nào mặc cảm này đều gây ra phiền phức nghiêm trọng, nó làm giảm sự tự tin của người mắc và gây ra các bệnh thể chất. Ngoài ra khi có điều kiện họ còn sử dụng thêm chất steroid - một hóa chất có khả năng kích thích tiết hooc môn testosterone khi đi vào cơ thể. Steroid làm cho cơ thể to khỏe và giảm mệt mỏi khi luyện tập nhưng đồng thời nó cũng tạo ra nhiều nguy cơ trong đó có ngộ độc gan và biến đổi ngoại hình theo giới tính ngược (ở nam ngực nở ra như nữ, giọng the thé, ở nữ mọc râu...) và nguy hiểm nhất có thể dẫn đến tử vong.

## Nguyên nhân
Dưới góc độ tiến hóa người nam to khỏe được kỳ vọng là đối tượng có khả năng cạnh tranh cao và do vậy đem lại sự bảo đảm cho cuộc sống tốt hơn, tương tự một ông bố khỏe mạnh cũng được kỳ vọng là sẽ cho ra những đứa con có cơ hội sống sót lớn do vậy nữ giới bị hấp dẫn với người nam có cơ bắp. Việc nam giới mong muốn mình có thể hình rắn chắc là hệ quả tất nhiên của sự việc trên để lôi cuốn bạn tình và được cho là hợp lý, tuy nhiên ám ảnh thì lại khác hẳn. Giống như ở người nữ mắc chán ăn tâm thần, nam giới cũng bị ảnh hưởng bởi các tiêu chuẩn sắc đẹp của các phương tiện truyền thông đại chúng và sự mong chờ của xã hội nói chung về vóc dáng nên có. Một nghiên cứu còn cho thấy nhiều game thủ không cảm thấy thoải mái với ngoại hình của mình do ảnh hưởng từ những nhân vật có thân hình cơ bắp trong trò chơi. Thêm vào đó không ai thỏa mãn với những gì mình có ngay cả khi đã có cơ thể rất ổn điều hay gặp ở những người cầu toàn, thoạt đầu tưởng như sự không bằng lòng này là động lực tiến bộ nhưng nó là con dao hai lưỡi khi không biết dừng đúng lúc, bởi vì mỗi người đều có giới hạn trong phát triển hệ thống bắp thịt được quy định bởi nhiều yếu tố như gien, chế độ dinh dưỡng và điều kiện tập luyện.